# Микульский, Збигнев
Збигнев Микульский (пол. Zbigniew Mikulski; 30 апреля 1925, Станиславов — 28 декабря 2017, Санкт-Галлен) — известный польский филателист, эксперт по филателии России и Польши. Его экспозиция, посвящённая советской авиапочте, выиграла Гран При на выставке «Luraba '81». На выставке «Praha '88» его экспозиция, посвящённая истории почты России, также выиграла Гран При. На выставках «Praha '88» и «Philexfrance '89» его экспозиция, посвящённая истории почты Польши, была отмечена Большой Золотой медалью.
Кроме филателии, Микульский коллекционировал изобразительное искусство Польши, собрав за годы более сотни произведений известных польских художников, среди которых Ян Матейко, Войцех Коссак, Юзеф Брандт, Влодзимеж Тетмайер, Артур Гротгер, Станислав Виткевич, Виткацы, Властимил Хофман, Мела Мутер, Яцек Мальчевский и Владислав Скочиляс. Часть его коллекции c 2019 года выставлена в Быдгощском центре искусства (пол. Bydgoskie Centrum Sztuki).
В 2002 году Микульский был удостоен чести быть добавленным в «Список выдающихся филателистов».